# Hipismo nos Jogos Olímpicos de Verão de 2016 - Saltos por equipes

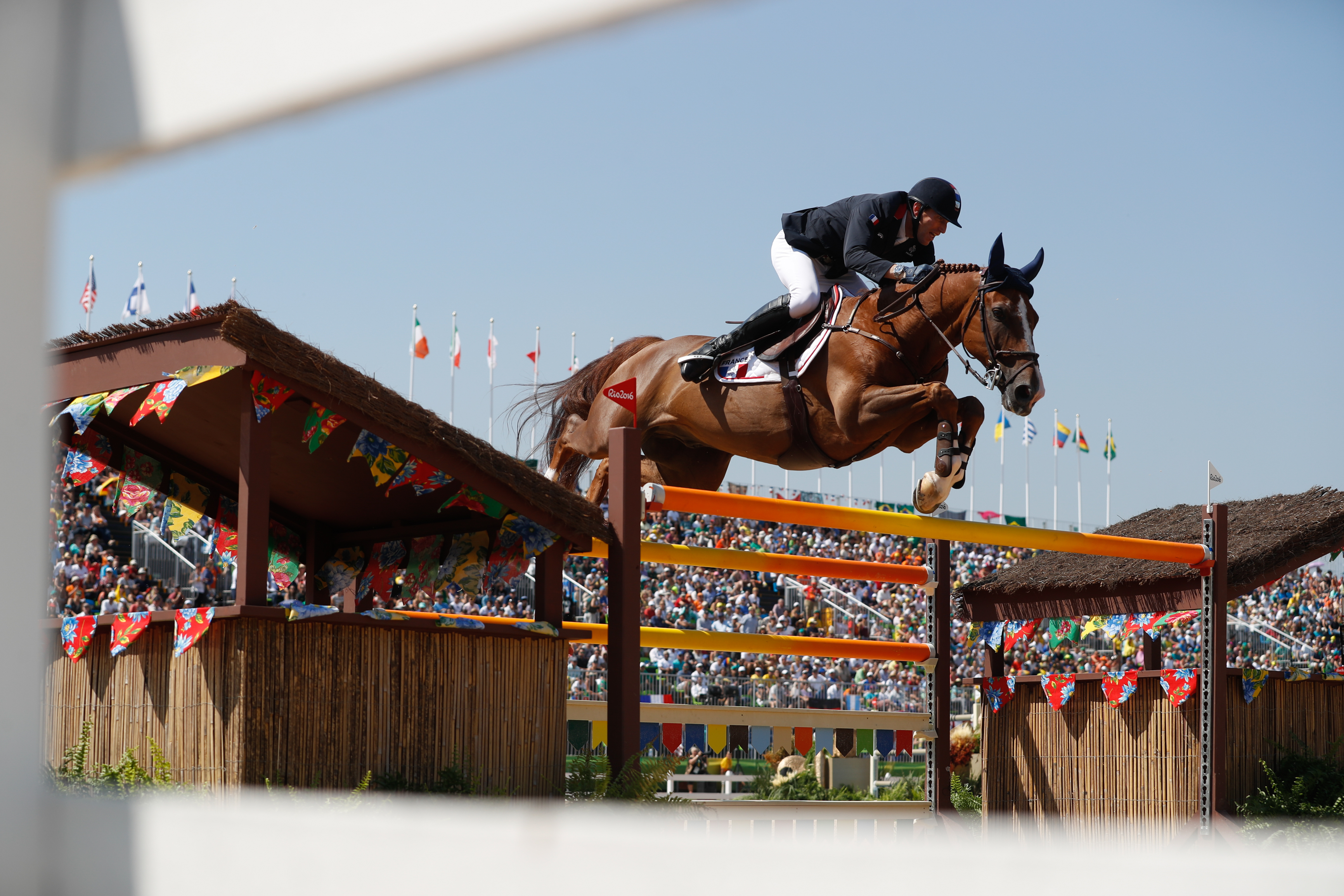
Kevin Staut montando Reveur de Hurtebise ajudou a França a conquistar a medalha de ouro.

A competição de saltos por equipes do hipismo nos Jogos Olímpicos de Verão de 2016 foi realizada entre os dias 14 de agosto a 17 de agosto no Centro Olímpico de Hipismo.

## Calendário
Horário local (UTC-3)
| Dia          | Horário | Fase            |
| ------------ | ------- | --------------- |
| 14 de agosto | 10:00   | Classificatória |
| 16 de agosto | 10:00   | Rodada 1        |
| 17 de agosto | 10:00   | Rodada 2        |
| 17 de agosto | 10:00   | Desempate       |

## Medalhistas
|  | FRA França                                                     |  | USA Estados Unidos                                      |  | GER Alemanha                                                                |
|  | Philippe Rozier Kevin Staut Roger-Yves Bost Pénélope Leprevost |  | Kent Farrington Lucy Davis McLain Ward Elizabeth Madden |  | Daniel Deusser Meredith Michaels-Beerbaum Ludger Beerbaum Christian Ahlmann |

## Resultados
Cinco rodadas de salto foram realizadas no total. A segunda e terceira rodadas foram usadas para o evento de salto de equipe. As classificações finais foram baseadas na soma dos pontos dos três melhores ginetes das duas rodadas. Um salto de desempate (jump-off) foi realizado para decidir a posição da medalha de bronze.
| Pos.              | Ginetes                                                                                           | Cavalos                                                                    | Rodada 1   | Rodada 1 | Rodada 2   | Rodada 2 | Total pen. | Desempate  | Desempate | Desempate         | Desempate |
| Pos.              | Ginetes                                                                                           | Cavalos                                                                    | Pen.       | Pen.     | Pen.       | Pen.     | Total pen. | Pen.       | Pen.      | Tempo             | Tempo     |
| Pos.              | Ginetes                                                                                           | Cavalos                                                                    | Individual | Equipe   | Individual | Equipe   | Total pen. | Individual | Equipe    | Individual        | Equipe    |
| ----------------- | ------------------------------------------------------------------------------------------------- | -------------------------------------------------------------------------- | ---------- | -------- | ---------- | -------- | ---------- | ---------- | --------- | ----------------- | --------- |
| Medalha de ouro   | FRA França Philippe Rozier Kevin Staut Roger-Yves Bost Pénélope Leprevost                         | Rahotep de Toscane Reveur de Hurtebise Sydney une Prince Flora de Mariposa | 4 0 1 0    | 1        | 1 0 1 NS   | 2        | 3          |            |           |                   |           |
| Medalha de prata  | USA Estados Unidos Kent Farrington Lucy Davis McLain Ward Elizabeth Madden                        | Voyeur Barron Azur Cortes'c'                                               | 0 8        | 0        | 1 4 0 WD   | 5        | 5          |            |           |                   |           |
| Medalha de bronze | GER Alemanha Daniel Deusser Meredith Michaels-Beerbaum Ludger Beerbaum Christian Ahlmann          | First Class Fibonacci Casello Taloubet Z                                   | 0 4        | 0        | 4 5 4 0    | 8        | 8          | 0 NS       | 0         | 42.68 55.35 44.58 |           |
| 4                 | CAN Canadá Yann Candele Tiffany Foster Amy Millar Eric Lamaze                                     | First Choice 15 Tripple X III Heros Fine Lady 5                            | 0 4 5 0    | 4        | 4 0 12 0   | 4        | 8          | 4 0 4 NS   | 8         | 44.24 44.81 43.06 |           |
| 5                 | BRA Brasil Eduardo Menezes Stephan Barcha Álvaro de Miranda Neto Pedro Veniss                     | Quintol Landpeter do Feroleto Cornetto K Quabri de l'Isle                  | 0 DQ 0     | 0        | 4 DQ 4 5   | 13       | 13         |            |           |                   |           |
| 6                 | SUI Suíça Janika Sprunger Romain Duguet Martin Fuchs Steve Guerdat                                | Bonne Chance CW Quorida de Treho Clooney Nino des Buissonets               | 8 0 8      | 8        | 1 5 1      | 7        | 15         |            |           |                   |           |
| 7                 | SWE Suécia Malin Baryard-Johnsson Peder Fredricson Henrik von Eckermann Rolf-Göran Bengtsson      | Cue Channa All In Yajamila Unita                                           | 4 0 4      | 8        | 17 1 8 1   | 10       | 18         |            |           |                   |           |
| 8                 | NED Países Baixos Jeroen Dubbeldam Maikel van der Vleuten Harrie Smolders Jur Vrieling            | Zenith Verdi Emerald Zirocco Blue                                          | 0 EL       | 0        | 5 1 12 WD  | 18       | 18         |            |           |                   |           |
| 9                 | QAT Catar Hamad Al-Attiyah Sheikh Ali Al-Thani Ali Al-Rumaihi Bassem Hassan Mohammed              | Appagino 2 First Division Gunder Dejavu                                    | 5 4 1 4    | 9        |            |          |            |            |           |                   |           |
| 10                | ARG Argentina Ramiro Quintana Bruno Passaro Matías Albarracín José María Larocca                  | Appy Cara Chicago Z Cannavaro 9 Cornet du Lys                              | 1 24 1 8   | 10       |            |          |            |            |           |                   |           |
| 11                | ESP Espanha Pilar Lucrecia Cordón Manuel Fernández Saro Eduardo Álvarez Aznar Sergio Álvarez Moya | Gribouille du Lys U Watch Rockfeller de Pleville Carlo 273                 | 8 4 EL 0   | 12       |            |          |            |            |           |                   |           |
| 12                | GBR Grã-Bretanha Nick Skelton Ben Maher Michael Whitaker John Whitaker                            | Big Star Tic Tac Cassionato Ornellaia                                      | 4 5 23     | 13       |            |          |            |            |           |                   |           |
| 13                | UKR Ucrânia Cassio Rivetti Ulrich Kirchhoff Ferenc Szentirmai Rene Tebbel                         | Fine Fleur du Marais Prince de la Mare Chadino Zipper                      | DQ 4 9 1   | 14       |            |          |            |            |           |                   |           |
| 13                | JPN Japão Toshiki Masui Daisuke Fukushima Reiko Takeda Taizo Sugitani                             | Taloubetdarco K Z Cornet 36 Bardolino Imothep                              | 12 1 12    | 14       |            |          |            |            |           |                   |           |
| 13                | AUS Austrália Matt Williams Scott Keach Edwina Tops-Alexander James Paterson-Robinson             | Valinski S Fedor Lintea Tequila Amarillo                                   | 0 EL 5 9   | 14       |            |          |            |            |           |                   |           |